# 더 게이트키퍼즈
더 게이트키퍼즈(The Gatekeepers)는 벨기에에서 제작된 도르르 모어 감독의 2012년 다큐멘터리 영화이다. 이스라엘의 인터넷 보안 서비스 신베트(히브리어로 '샤박')의 이야기를 그리고 있다. 제85회 아카데미상의 다큐멘터리 장편 영화상 부문에 후보로 올랐다.

## 출연
- Ami Ayalon
- Avi Dichter
- Yuval Diskin
- Carmi Gillon
- Yaakov Peri
- Avraham Shalom